# 対魔忍アサギ 決戦アリーナ
『対魔忍アサギ 決戦アリーナ』（たいまにんアサギ けっせんアリーナ、TAIMANIN ASAGI BATTLE ARENA、…KESSEN ARENA）は、2014年7月1日から2019年3月29日までDMM.R18より運営されたパソコン/スマートフォン向けアイテム課金（基本プレイ無料）制ソーシャルゲームであり、対魔忍シリーズの通算12作目である。
サービスは終了から約4か月後の2019年7月31日までアダルト（H）シーンの鑑賞可能期間が設けられた。
略記は決アナ、決アリなど。
同作は、アドベンチャーゲームとトレーディングカードゲームを組み合わせたシステムとなっており、戦闘はトレーディングカードゲーム形式で行われる。これらのカードはシリーズ各作品に携わったカガミと葵渚以外にも、イラストレーターや漫画家などが手がけている。
各カードに収録されている肉声を除きゲーム上にBGMや効果音は一切存在しない。オープニングテーマ『碧眼の魔』のフルコーラス版はアルバム『LILITH VOCAL COLLECTION』に収録されている。
限定カード用シリアルナンバーや設定資料集といったグッズが販売・頒布されたほか、『別冊コミックアンリアル LiLiTHコレクション 対魔忍アサギ 決戦アリーナ編』などのメディアミックス展開も行われた。
また、2018年9月25日には本作の続編である『対魔忍RPG』のサービスが開始された。
さらに、2019年5月21日には、英語版『Taimanin Asagi -Battle Arena』／繁体字版『對魔忍Asagi～決戰競技場～』がそれぞれ配信された。

## システム
本作では、手持ちのカードから5枚を選択してデッキを構成する。デッキは攻撃用と防御用に分かれており、リーダーに設定したカードは両方のデッキに参加できる。また、
カードは、レア度の低い順から「N」→「R」→「HR」→「SR」→「UR」→「LR」の6種に分けられる。また、1周年を境にして、SR・UR・LRの高コスト版であるEX-SR・EX-UR・EX-LRというレアリティも追加された。UR以上は「プレミアムガチャ」（ゲームスタート報酬/クエスト巻物ボーナス/限定イベントやアリーナ対戦の報酬/ログイン累積ボーナス/DMMポイント500で1枚換算の「ガチャチケット」）か、「スペシャルガチャ」（限定イベントやアリーナ対戦の報酬/ログイン累積ボーナスでの「HR以上確定ガチャチケット」「SR以上確定ガチャチケット」）でしか当たらない。
カードには、対魔忍・魔族・米連の3勢力のいずれかが設定されており、それぞれ三すくみの関係にある。チュートリアルにて、プレイヤーは3勢力の中から潜入先を選び、追手とした登場したキャラクターを陥落させることで、そのキャラクターのカードを手に入れることが出来る。
カードは、他のカードと合成することによってレベルアップし、このうちR以上のカードはレベルアップするとアダルト（H）シーンが開放される。
イベントには、ステージ100への到達を目指すタワーイベント、レイドボスの撃破を目指すレイドイベント、PvP（対人戦）でのランキングを競うPVPイベントなどがある。また、2015年7月31日からはルールを一部変更したワールドレイドが、2017年6月30日からはNEOレイドが追加された。
このうち、NEOレイド以外のイベントの報酬であるURカードは、ランキングの一定圏内のプレイヤーに配布されるため、対人戦としての要素もある。
なお、レイドイベントは通常のクエストにおいても発生する。

## 世界観・物語
『決戦アリーナ』はこれまでのシリーズとは異なる世界を舞台としており、かつて対魔忍と対立して滅ぼされたふうま一族の生き残りである、ふうま小太郎と彼の異母姉兼執事である時子がお家再興を目指して、対魔忍・魔族・米連の三大勢力相手に立ち回る内容となっている。
同社の別ゲーム『鋼鉄の魔女アンネローゼ』などからゲストキャラクターが登場しているほか、『決戦アリーナ』独自の設定が含まれており、紫の妹である愛子などが該当する。
また、カードの中には「if」の姿を描いたものも存在し、たとえば「【闇水影心】井河さくら」は、エドウィン・ブラックによって魔族となった紫を救うべく米連についたという設定がある。
後述するオリジナル要素も含めたこれらの世界観・設定・デザインは、約4年後に発表された『対魔忍RPG』にも多数が流用されることになった。
イベントのうち、タワーとレイドにはシナリオが存在しており、これらのメインシナリオのサイドストーリーのほかにも、「鋼鉄の死神来たる!!」のように、組織が軌道に乗った後の未来の出来事を描いたものもあり、「対魔忍だって夏祭り！スペシャルワールドレイド」と「鋼鉄の死神来たる!!」のようにイベント同士のつながりが存在する場合もある。その一方で夢オチで片付けられるイベントシナリオも存在する。イベントのシナリオは最終日が過ぎるとエピローグがアップされ、イベント最終日から10日間ほど公開される。
また、一部のレイドイベントの中にはコミカルなレイドボスが登場することがあり、たとえば「魔女たちのキングダム」というイベントでは、登場人物達が魔女の呪いでぬいぐるみにされたという設定で、イラストレーター・こめつぶのデザインによる【SD呪】カードが登場した。また、「クローンアサギの暴走を止めろ！～ワールドレイド10～」という別のイベントでは、ドットで描かれた登場人物達がコンピュータのセキュリティプログラムという設定で登場した。

## 開発
本作は、Lilith初のソーシャルゲームであり、社内でもソーシャルゲームを作るなら『対魔忍』がふさわしいという一致した見解が示されたが、ソーシャルゲームはあらゆる面において売り切り型のゲームとやり方が違うため、スタッフは苦労することとなった。
ディレクターの巫浄スウは、2015年12月のTGSmartとのインタビューの中で、苦労した点として更新速度を挙げており、「キャラ設定を作るだけでも精一杯で「やっと終わったと思ったのに、もう次のイベント用のキャラ!?」みたいな。まだ10月ですけど、すでに来年のイベントとかキャラの設定してますし（笑）。」と振り返りつつも、「挑戦できる場があるのはいいですよね。今までのLiLiTHなら作れないキャラクターが『決戦アリーナ』でたくさん作れて、しかもその反応がダイレクトに見られると。」とも話している。

### セッティング・コラボレーション選定
『決戦アリーナ』のプロットは、原作者である笹山逸刀斎が製作しており、『対魔忍』シリーズ本編さながらのストーリー展開を実現することが出来た。
シナリオとキャラクター設定を担当したそのだまさきは、しっかりとした背景設定を作り、他のキャラクターとの関連性をなるべく持たせるようにしていると、TGSmartとのインタビューの中で話している。
また、そのだは、主人公が持つ「相手の能力を奪う邪眼」の設定が、相手の得意技を逆手にとって性的に責め立てるのに役立つとも話しているほか、笹山は夢魔のリリムとヤタガラス族のミナサキがそれぞれの設定上ストーリーに登場させやすかったとインタビューの中で述べている。その一方で、彼女たちの設定を担当した巫浄は、二人が登場した正月イベントで間抜けな人物として描かれてしまったせいで、別バージョンのカードとの整合性をとるのに苦労したと同じインタビューの中で振り返っている。そのだは特に苦労したキャラクターとして、「アサギクローン登場!!～1周年記念レイド～」に登場したシュヴァリエをインタビューや自身のブログの中で挙げている。また、そのだはサービス終了後に投稿した記事の中で、カード「【魔界の錬金術師】シュヴァリエ」の回想シーンで存在を匂わせていたキャラクターが没になったことや、対魔忍の始祖として望月千代女を登場させる案があったことなどを明らかにしている。
『決戦アリーナ』を初出とするキャラクター群の中には、連翹あざみのように、既存のキャラクターの没案を再利用したものも存在する。
本作の物語は、『対魔忍アサギ3』においてお館様を主人公にした時のルートという位置づけであり、対魔忍、魔族、米連という3大勢力の構想も同作に由来している一方、本作の舞台となる世界はエドウィン・ブラックとの戦いが続いているパラレルワールドという設定である。また、『アサギ3』の時点ではユキカゼと凛子といった一部のキャラクターがアスカよりも年上であるため、時代設定は『ユキカゼ』の直後あたりと想定されている。
デザイナーは、アダルト描写を得意とするという前提条件のもと、Lilithの別作品やメディアミックス作品を担当した経歴のある者に加え、他社の原画家やイラストレーター、漫画家らが多数選出された。チーフディレクターを務めたEDENは漫画やPixivに投稿された作品をデザイナーの選定に活用したとTGSmartとのインタビューの中で話している。
本作には同じブランドの別作品からのゲストキャラクターが多数登場しており、『鋼鉄の魔女アンネローゼ』、『陰陽騎士トワコ』、『カーラ The Blood Lord』などは世界観が共通している点が決め手となってコラボレーションが実現した。
また、『鋼殻のアイ』などのように異世界からの来訪者という形でゲスト出演を果たしたケースもあるほか、立ち絵や言及という形でコラボレーションが行われることもあった。開発の初期段階では、『鋼鉄の魔女アンネローゼ』に登場する三船阿修羅の娘を対魔忍として登場させる案もあったが、没となった。
笹山は、TGSmartとのインタビューの中で、Black LiLiTHの作品からのゲスト出演は作風の関係上問題が無いとしつつも、凌辱ではないLiLiTH作品の場合は、その作品のファンが寝取られと受け取るおそれがあるため注意を払っていると話している。

## ストーリー

### クエスト
Chapter1「対魔忍の卵」
ふうま一族の頭領・ふうま小太郎は対魔忍の卵・前園桃子を捕らえる。
Chapter2「新兵器実験強襲」
小太郎は米連の新型兵器ウィンド・アサルト・システムの適性者であるジェーン・ブラッドローを襲撃して捕らえる
Chapter3「魔族の信頼」
Chapter4「対魔の芳香」
Chapter5-「暗殺の獣」
Chapter6-「暗躍の蜘蛛」
Chapter7-「月に踊る狼」
Chapter8-「闇の抗争」
Chapter9-「復讐のエルフ」
Chapter10-「強行突破」

### イベント
復刻時に改名された場合は括弧で示す
都会の地下迷宮と竜の思惑（裏切りの雷撃～全ての旗に反逆せしもの～）
不死の悪魔と破滅の街（悪鬼夜行～閉鎖空間の羅刹～）
エドウィン・ブラックが賢者の石を用いて、大人の紫のうちにある魔の因子を強制的に覚醒させようした。だがブラックの試みは失敗し、大人の紫は“屍鬼羅刹”という暴走状態に陥る。小太郎は、ノマドの幹部である朧から、暴走していた紫から賢者の石を取り返す依頼を受け共闘する。
斬鬼と双炎の攻防
小太郎達は、闇カジノが盛んなリゾート地カルテバラ・ビーチの支配を企むが、対魔忍と米連の妨害を受ける。
闇の魔女の魔界都市
時子は、闇の魔女・魅龍が支配する無法都市トミハラへ潜入するが、正体が露見してしまう。
さらに、仮面の対魔忍の管理下から脱走した沙耶NEOが魅龍に協力し、一行は窮地に立たされる。最終的に、沙耶NEOを連れ戻しに来た仮面の対魔忍と小太郎が共闘したことにより、魅龍は二人の前に敗れ去り、沙耶NEOは彼にお灸を据えられた。
運び屋を追え！　廃棄都市アミダハラの死闘
アミダハラの魔女アンネローゼ・ヴァジュラは対魔忍・井河アサギに雇われた運び屋として、米連から賢者の石に関する機密資料を盗み出した。米連は、アンネローゼをアミダハラから抜け出せないように包囲網を展開する一方、アサギたちはなんとしてでもアンネローゼと合流して機密資料を受け取ろうとしていた。小太郎達は、彼らよりもアンネローゼを見つけて機密資料を奪おうと策を練る中、仮面の対魔忍と出会う。
吸血女帝の襲撃！～廃棄都市アミダハラの死闘2～
賢者の石を用いて異界の門を開いたところ、異世界から吸血鬼のリーダーとして君臨するアサギが現れる。小太郎らは一時休戦し、共に吸血鬼のアサギに立ち向かう。吸血鬼のアサギは彼らを圧倒するが、最終的には制御装置を暴走させられて弱体化し、この世界から逃亡した。
次元侵略者の鳴動～若きむらさき～
小太郎は記憶を失った状態で目を覚ます。目の前には紫がいるが、いつもと様子が違う。話を聞くと、ブレインフレーヤーのアルサールによって別次元から連れてこられた若い頃の紫だと判明する。
Tentacle Storm～魔科医の依頼～
小太郎は、魔科医・桐生佐馬斗の姉である美琴を組織に勧誘する。彼女は組織に入る条件として米連の強化人間・アンジェを捕獲することを提示する。
爆炎の対魔忍～東京キングダムの死闘～
東京キングダムに潜入した小太郎は、対魔忍の神村舞華と米連の捜査官イーオ・オライオンに追われ窮地に陥る。時子はパーティー衣装のまま彼の元へ駆けつけ、さらに時子の姉貴分である志木麗佳の協力もあって小太郎は窮地を脱することに成功した。
ペットが逃げて困っています。～魔性の誘い～
米連は関西にある魔界都市アミダハラへの介入をもくろみ、魔法生物のジェリーをその町で暴れさせる。アミダハラの顔役の魔族ノイの依頼を受けた小太郎たちは、ジェリーとその同伴者であるブルーラビットと対決する。ジェリーら二人を追い詰めて一件落着かと思いきや、多国籍企業ノマドの首魁である吸血鬼エドウィン・ブラックが姿を現す。
レッドライン～死者たちの鎮魂歌～
ある日、小太郎はブラックの細胞を脳に埋め込まれ、彼の言うがままに吸血鬼達の敵対勢力である死霊たちと戦う。さらにそこへ、かつて小太郎から調教を受けた傭兵レッドラインが復讐のために彼を追い詰めようとする。だが彼女は調教時に使用された媚薬の影響で、少しずつ欲情を抑えられなくなっていく。
Christmas～さくら＆紫のドキドキクリスマス～
小太郎は、サンタの格好をしたさくらと紫とともに、東京でのクリスマスを過ごす。
正月の復讐者来襲？
魔界騎士の招待状～NEOカオス・アリーナ
小太郎達はイングリッドに捕らえられ、NEOカオス・アリーナに闘奴として放り込まれる。一行は、量産型・沙耶をはじめとする闘士達を倒し、イングリッドを淫らな夢の中に閉じ込めたうえで連行し、NEOカオス・アリーナから脱出した。
時子のバレンタイン!?
時子は媚薬入りのチョコレートを小太郎に渡そうとするが、朧にチョコレートを奪われる。朧はノイに捕らえられるが、時子の手には媚薬の入っていない、ただのチョコレートが残される。それを悟った時子は、いつか正直に小太郎に告白することを決意した。
ふうま君天誅！～鬼女の逆襲～
鬼女ラークシャシャは、小太郎にされた仕打ちへの仕返しとして、さくらを洗脳して小太郎に差し向ける。
復讐のホワイトデー
時子へホワイトデーのお返しを渡そうとした小太郎の前に、組織の女性達が現れ、小太郎に襲いかかる。実は彼女たちを操っていたのは朧であり、バレンタインデーの件の仕返しとしてこの騒ぎを仕組んだ。
そこに現れたのは、相手から力を吸い取る能力を持つ対魔忍・由利翡翠だった。朧は、翡翠と小太郎によって能力を奪われ、最終的には氷漬けにされた。
Betrayer～サテライトと金剛の逆襲～
小太郎は米連にスパイとして潜ませていたイーオの始末に失敗する。さらにそこへ、対魔忍・四條如月までもが小太郎に襲いかかってくる。
G強襲!!～仮面の対魔忍再び～
謎の組織"G"からの襲撃を受けた小太郎は、仮面の対魔忍と協力して窮地を切り抜けようとする
アマハラ百家争撃～G強襲2～
小太郎は雷遁使いとして名高い対魔忍・上原燐と対峙する。そこへ人工魔族・沙耶の量産型を連れた米連も戦いに加わる。ふうまVS対魔忍VS米連という三つ巴の戦いの末、小太郎は窮地を脱した。その後、小太郎は多国籍企業ノマドの代表エドウィン・ブラックから、ふうま弾正の情報を提供される
カーラ The Blood Lord
ブラックとは別勢力の吸血鬼のリーダー、カーラ・クロムウェルが、懇ろにしている吸血鬼ハンター養成機関・隼人学園を訪問する。米連の兵士である雪那・グレイスはそのタイミングを狙って学園を襲撃する。
カーラが雪那を相手にしている間、小太郎が現れて東と北絵の能力を奪い取る。最終的に小太郎に敗れたカーラは、吸血種族の力を解明する研究のためにとらわれの身となった。カーラの従者であるマリカ・クリシュナは、主を救うべく、小太郎のアジトを強襲を継続した。
田中先生の最も長い一日 ～対魔忍ユキカゼ2発売記念スペシャルレイド～
小太郎はリリムが見せる夢の中で、五車学園の教師となり、対魔忍の演習に参加する。
異空暴走～6月の花嫁スペシャル
ある日、小太郎はアルサールから助けを求められる。さくらはアルサールに元の世界へ帰れるようにしてもらうことを期待する。だが、そこへ仮面の対魔忍がアルサールを狙ってやってくる。
その後、小太郎の妹・銀零と、小太郎の父・弾正が現れる。
アサギクローン登場!!～1周年記念レイド～
クローンアサギが東京キングダムにある小太郎らの縄張りを荒らす事態が発生する。そこへ、魔界から錬金術師シュヴァリエが美琴に盗まれた本を取り返しに来たが、交渉が決裂するや否やシュヴァリエは東京キングダムを混乱に陥れる。
対魔忍だってサマービーチSPECIAL!!
異世界から来た若い紫は、小太郎を特別な男として認識し、特訓を始める。紫は、同じく小太郎に気のある若いさくらと対立してしまう。
対魔忍だって夏祭り！スペシャルワールドレイド
米連の生物兵器・沙耶NEOは仮面の対魔忍の管理下から逃れ、五車町で開かれていた夏祭りを楽しむ。沙耶NEOは、対魔忍の喜瀬蛍と親しくなるも、最終的に小太郎に捕まり、仮面の対魔忍の元へ返されるまでの約1か月間に「積極的交流による社会の道理とルールの教育」を受けるはめになる。夏祭りの後、小太郎は仮面の対魔忍から、組織内に内通者がいることを知らされる。
鋼鉄の死神来たる!!
甲河アスカは、仮面の対魔忍の同盟相手となった小太郎の実力を見極めるために襲いかかる。一方、眞田焔たち対魔忍の火遁衆は、小太郎の襲撃計画を立てていた。
その夜、小太郎は時子に殺される夢を見る。さらに、アミダハラの抗争の指揮を執っていた時子がさらわれてしまう。
死霊騎士の逆襲!!～時子無惨～
アミダハラの縄張りを巡って小太郎と敵対関係にあるイタリアンマフィア「チッコリーニ・ファミリー」は、死霊族のワイトを傭兵として雇うが、ワイトによって組織全体を死霊化させる形で乗っ取られてしまう。加えて、ワイトは小太郎側の軍力を大きくそいだ上で時子をさらい、本来の上司である屍の王に捧げる芸術として、時子らに致命傷を与えたまま生かし続けた。小太郎はワイトに翻弄されるが、長時間戦闘を続けているうちに救援が来たことにより形勢が逆転。小太郎は新たに得た魔門流儀〈マモン・モード〉を用い、過去に奪った能力を再現する形でワイトを撃破した。だが、時子の遺体と思われていたのは、なりすましに長けた魔族・ドッペルゲンガーであり、仮面の対魔忍が言っていた内通者の正体でもあった。時子の生存を確信した小太郎は、救出を誓う。
対魔忍だってお月見バニースペシャル
小太郎はバニーガール姿のアンジェと紫に追い回される夢を見る。
ヨミハラ動乱～対魔忍紅発売記念ワールドレイド～
小太郎は時子の足取りを追う中でヨミハラにたどり着くが、小太郎と時子の実父・ふうま弾正の策にかかり、賞金首として追われる身となる。やがて、時子をさらった黒幕が弾正であることが判明する。同門の心願寺紅とその従者である槇島あやめとの戦闘で冷静さを取り戻した小太郎は、仲間たちと合流する形でヨミハラを後にする。

東京キングダムに蠢く12天使
中華連合のマフィア・龍門の下位組織・12天使の一人・黄龍は、女に触手の魔物の卵を植え付け、その女の母乳から生成される魔薬・ミルクで東京キングダムを乗っ取ることを画策する。ちょうどその頃、若き魔女、双葉・リリー・ラムセスの恋人である、橘壱郎が触手の魔物と化してしまう。黄龍は壱郎が触手を操る媒介に相応しいと考え、彼に狙いを定める。
その後リリムとミナサキも12天使にさらわれるが、最終的には小太郎によって救出される。

執事を救え！～米連基地強襲～
小太郎は、さらわれた時子を探すべく、米連軍基地の敷地内にある魔界への入り口へと向かう。

執事を救え！～淫魔たちの宮殿～
時子を救出するため、小太郎は単身で淫魔の本拠地へ乗り込む。そこへ時子の昔なじみである麗佳をはじめとする協力者が多数が現れ、淫魔族と弾正の陽動に協力する
小太郎は無事時子を救出し、幼い日の約束を果たすために一夜を共にする。

墜ちし幻影の不知火～ワールドレイド03～
時子の救出に対する恩返しとして、小太郎は仮面の対魔忍からの依頼で、ノイの持つ賢者の石を盗む。その結果として、小太郎はアミダハラ中の組織に加え、淫魔族の配下である水城不知火から追い回され、アンネローゼらの猛攻に遭いはしたものの時子の助けもあって賢者の石の確保に成功した

白き最強と黒きサンタさん ～2015クリスマススペシャルレイド～
ミナサキとリリムは、小太郎から賢者の石を奪うべく、夢の中に彼を閉じ込める。リリムは夢の中でアサギとさくらを作りだし、優位に立っていたが、形勢を逆転されてしまう。リリム達を追った小太郎が目にしたのは、宇宙船のような空間だった。

正月でも平常運転♪小粋な小悪魔たちとの夢バトル
宇宙船のような空間の中で、小太郎はリリム達を追い続ける。
その後、騒動の黒幕が美琴であることが判明する。

アマハラ狂詩曲～ワールドレイド04～
時子、紫、さくらの三人に温泉旅行へ行かせる間、小太郎はアマハラで人妻との逢瀬を楽しんでいた。だが、それは弾正の罠であり、彼の執事・ふうま天音が小太郎のもとに送り込まれた。小太郎はエネルギーの吸収・発散が可能な邪眼を持つ天音に圧倒されるが、最終的に原子力船の原子炉を暴走させて彼女の注意を惹きつけ、そのすきに脱走を果たす。

大作戦！紫の手作りチョコを盗み出せ！
小太郎は魔科医・桐生佐馬斗の頼みを受け、大人の紫の持つチョコレートを盗み出そうとするが、同じことを考えていた米連の強化人間セシリア・チェロとの三つ巴の戦いへと発展する。
大人の紫は仲間の対魔忍を呼び寄せ防戦するが、最終的に手作りチョコを奪われてしまう。
チョコレートの報酬として、小太郎は桐生から魔界出身の魎魔忍・黄泉秋津が弾正の居所を知っているという情報を得る。

魎魔忍とゴーレム
小太郎は桐生から得た情報を基に黄泉とその相棒グランと接触するも、彼女たちとの間で戦闘になる。弾正の秘書・災禍は黄泉とふうまの共倒れを画策するが、最終的には失敗し、小太郎に捕らえられる。
その後、黄泉たちは弟の仇である羅刹オークを追ってどこかへと去る。

乙女を怒らせると怖いのです！～小粋な復讐～
小太郎は、セシリアに対するお詫びで仮面の対魔忍から米連のパーティーに招待され、魔獣バジリスクの体内に宿る「呪いの魔石」を狙う。
ところが、彼女は何者かによって操られ、小太郎に事後処理を頼んで気絶する。その後、騒動の元凶がリリムとミナサキであることが判明し、さらには二人が組織の金を使い込んでいたことが判明する。

五車学園も新学期！～ワールドレイド05～
ある日、小太郎は五車学園の2年生になっており、いきなり新入生歓迎のバトルロワイヤルに巻き込まれる。
その後、夢を見ていたのではなく、ブレインフレーヤーによって異世界に飛ばされていたことが判明する。小太郎とリーナはブレインフレーヤーを倒し、無事に元の世界へと帰還する。
事態を解決した後、小太郎は仮面の対魔忍の協力を取り付けることに成功する。

最強の闇勢力！？ハッピーツイン爆誕！！！
リリムとミナサキは、小太郎の資金を持ち逃げし、ハッピーツインという組織を立ち上げる。仮面の対魔忍は、今後ふうまとの全面協力と引き換えに、ノマドと暗躍する次元侵略者の抹殺を小太郎に依頼する。小太郎はリリム達の背後に次元侵略者ブレインフレーヤーいることを突き止める。無事に資金を回収し、リリム達を捕らえたところまでは良かったものの、密会相手との浮気が時子に感づかれ、小太郎は電波障害のまねをしてその場をやり過ごした。

ふうま八将、弾正を討てっ！
小太郎らは、仮面の対魔忍の協力で弾正の居場所に乗り込むが、翡翠と米連のアイシャに出くわし、交戦となる。
二人を倒した小太郎は、弾正から罠だったことを告げられる。そして、弾正は、邪眼使いを支配する「傲眼」の力を用い、時子をさらう。

刻まれた記憶～弾正襲撃編2～
小太郎は弾正を追い詰めるが、弾正は「傲眼」の力で時子を操り反撃を試みる
仲間たちによって時子は救出されたものの、時子の精神は「傲眼」から解放されていなかったため、一行は魔薬「DMMA」を持つブルーラビットに接触する。ブルーラビットはエドウィン・ブラックに乗っ取られており、配下であるイングリッドと朧とともに小太郎たちを試した。小太郎はブラックの試練に合格してDMMAを用い、美琴の協力のもと、時子の精神世界へと侵入した。そこには、儀助の調教の末に堕とされたトラウマがウェディングドレス姿の時子として待ち構えていた。小太郎はそれを撃破し、時子の精神を解放した

魔女たちのキングダム～ワールドレイド06～
ある日、仮面の対魔忍らが、別世界から来た魔女ギニヨル＝ファウストによってぬいぐるみにされる事件が発生する。ぬいぐるみは夜になると魔女の支配下に置かれるため、小太郎達は同じく別世界から来た魔女・森乃由子とその弟子である双葉・リリー・ラムセスと一緒にギニヨルに立ち向かう。

クローンアサギ再び
小太郎と弾正は、決着をつけるべく教会に来ていた。そこへ弾正と協力関係にある米連のクローンアサギが現れる。クローンアサギは、重力操作に割り当てていたエネルギーを単純な腕力と脚力に置き換えたボディスーツ「拠点防御換装」を身にまとい、身の丈と同じ大太刀を手に小太郎達を圧倒するも、アスカとの対決の末に対魔超粒子砲を受ける。
そして、小太郎が弾正を倒した後、弾正から小太郎の邪眼の真の力を封印していたことを明かされる。封印が解けた小太郎は、「対象を眼の中に呑み込んで変身する」という能力を得、早速その場にいた舞華を取り込み、彼女の爆炎の能力を利用して弾正にとどめを刺す。
一方、アスカの一撃により死んだと思われていたクローンアサギは、四肢と左目は失うも密かに回収され美琴の元で治療が続けられていた。

対魔忍ビーチへようこそ！
アサギは、真・魔門に目覚めた小太郎がブラックを取り込んだ場合の脅威を感じ、仮面の対魔忍といち早く協調して、小太郎を簀巻きにする。その後、アサギたちは米連側の監視役のミシェア・シルキースを伴い、簀巻きのままの小太郎を連れてビーチまでバカンスに行く。ところが、ミシェアが小太郎に丸め込まれて簀巻きを解いてしまった結果、彼によってさらわれてしまう。さらにそこへ“G”からサイボーグ・テスラが送り込まれ、小太郎を抹殺せんと追いかけてくる。小太郎は邪眼の力で少女に変身し、テスラの追撃から逃げ切る。

魔界騎士ビーチへようこそ
小太郎がアマハラでくつろいでいたところ、クラクルがイングリッドの得物である魔剣ダークフレイムを奪う事件が発生する。小太郎はクラクルに刺身とビールを与えて足止めし、イングリッドに魔剣を返却する。
時子と小太郎が帰りの船で花火を眺めていたところへ、同時多角兵装を装備したアスカが花火に紛れてレーザー攻撃を仕掛けてくる。

亡霊たちの島～ワールドレイド07
小太郎達はアスカに追われる形で無人島に逃げ込み、多数の亡霊達に出くわす。島には若き魔女・リリスがお供のベリリクとともに遊びに来ており、亡霊とは知らずにかき氷を貰って喜ぶ。亡霊達はリリスの身体からあふれ出す瘴気に引きつけられており、その中には弾正をはじめとする、小太郎たちをよく思わない者たちの亡霊もいた。追いついたアスカは超長距離の上空から強襲するが、リリスを利用した守護魔法に最大攻撃を防がれ形勢不利となり、断念する。やがて、リリスは事情を理解し、島を去る。

魔笛と増える対魔忍
対魔忍の宵町朱莉と九十九里紫音は、小太郎らが参加していた裏社会のパーティー会場を襲撃する。
さらに、朱莉たちの上司である志賀あさつきも遅れて襲撃に加わる。休演中のカオス・アリーナでの戦闘が続くさなか、カオス・アリーナの選手兼プロモーターのスネークレディの攻撃を受けて気絶する。

登場!! 蛇神の末裔
スネークレディは時子とあさつきに淫毒を盛り、二人を戦わせる。時子はあさつきを倒し、同じくカオス・アリーナから脱出してきた小太郎と合流した。そして、スネークレディは友人であるブラックとの約束で小太郎の力を試したことを明かす。

黒き天使の鎮魂歌
カオス・アリーナからの脱出に成功した小太郎は、アルベルタとの休息を楽しむためにヨミハラの娼館を訪れたところ、部下を探しに来たという米連の女軍人オリビアと出会う。
オリビアは、アルベルタと流れの娼婦フォーリアと親しくなり、小太郎にも心を開く。だが、オリビアは自らの手で部下を全員殺していたことを思い出し、小太郎に殺すよう嘆願する。小太郎はありふれた話だとして嘆願を一蹴し、彼女に生きるよう諭す。

魔界美食紀行～ワールドレイド08～
小太郎は対魔忍・水永氷華と、米連の軍人ドナ・バロウズとともに、魔界へ落ちてしまう。美食家の魔族から食材のリクエストを受けた三人は、最初に全部そろえた者のみを地上に返すという条件をつけられ、食材集めに奔走する。小太郎はカラスを苦手とする氷華にヤタガラス族の子どもをけしかけて追い払う。その後、地上にたどり着いた小太郎の背後には、先のヤタガラス族の子どもがついてきていた。

ハロウィンナイト！
ハロウィンで賑わう中、魔界からゾンビが流入したという情報が寄せられ、小太郎たちはゾンビの流入先とみられる仮装パーティー会場に向かう。そこへ、かつて小太郎の元へメイドとして潜入していた暗殺者のユーリヤが現れ、復讐を果たすべく、小太郎にクマの着ぐるみを着せて連れ去るが、若いさくらによって撃退される。さらに、リーナもノマドの幹部と出くわしたため、小太郎の命を狙おうとして失敗し、小太郎の首を狙いつ彼の軍門にとどまることを宣言した。

忠誠の在り処
災禍は小太郎の元から逃走し、小太郎と時子の追跡を受ける。一方、対魔忍の美戸理珠奈は自衛隊で研修中の対魔忍2名を連れて小太郎の追跡に当たった。
戦闘の末、災禍は小太郎に捕らえられ、対魔忍に身柄を引き渡された。

米連学園の秘密
米連に潜入させていたレティシア・ベルメールの情報提供を受け、若いさくらと若い紫は米連のインターナショナルスクールに潜入する。その学校が工作員育成施設であると同時に、強化人間の開発施設であることが判明するも、レティシアは既に洗脳されていた。若い紫も洗脳され、さくらに襲い掛かる。
その場に居合わせたオリビアにより窮地を脱し、小太郎も米連のデータを入手して、施設からの脱出に成功した。

闇の吸血姫～ワールドレイド09～
災禍の脱走により、資金難に陥った小太郎は、怪しげな老人から、モンスターハウスと呼ばれる中華連合の研究施設跡地にいる少女を助けて欲しいという依頼を受ける。ところが、その老人はノマドの幹部・フュルストの変装であり、対魔忍の七瀬舞にも虚偽の依頼をして共倒れを狙っていた。小太郎たちはフェリシアに襲われながらも、モンスターハウスから研究データを盗むことに成功。データは時子によって高値で売り飛ばされた。

聖なる夜のシークレットミッション
小太郎達の陣営でクリスマスパーティー兼忘年会が開かれる。パーティーの後、小太郎は女達が鉢合わせぬよう、一人一人の部屋を回っていたが、若いさくらがサンタごっこ中のリリスと鉢合わせてしまう。そこへアルベルタが現れて事態を収拾し、小太郎は無事さくらとの一夜を過ごす。

2017福袋争奪戦！女たちの戦い
小太郎は、時子の代わりに福袋を買いに行き、騒動に巻き込まれる。

愛と殺戮のちょこれいと
小太郎と時子は魔薬チョコレートの取引現場を押さえるべく、ミナサキとともに倉庫に潜入するが、チョコの話題だと聞いて密かに同行していたセシリアが、ミナサキとともに倉庫にあったチョコレートを食べて暴走する。小太郎はセシリアが繰り出すチョコレート兵器を熱で無効化させた後、ノマドが魔薬入りチョコレートの回収に動いていることを知る。

憑きし悪魔の小夜曲
翡翠はふうまの名をかたり弱小組織をつぶして回っていた。小太郎は、魔族に憑依された少女・御堂遥を協力者に迎え、翡翠と対決する。

クローンアサギの暴走を止めろ！ ～ワールドレイド10～
記憶を失って性格が変わったクローンアサギは、東京キングダムにて便利屋を始めた。ところが、彼女の脳が米連のネットワークとつながってしまい、暴走する。小太郎達は時子の千里眼で電脳空間にハッキングした。やがて、一行は、米連が脳に接続するタイプの違法ゲームセンターを運営し、ユーザーの魂を集めていることを突き止める。

アミダハラ上空に巨大ロボを見た！
米連のルネは、女子会仲間のセシリアを救出すべく、巨大ロボ・パーフェクトジェネラルを繰る。

桜前線は大混乱!?
小太郎は、大人の紫と雪那との間で花見の場所取りについてもめる。その後、大人の紫は、ラークシャシャと対決する。
一方、対魔忍・水城ゆきかぜは小太郎に忍ばせた発信機を元に、アジトの場所を割り出し、新技「烈翔天雷」で強襲する。だが、魔界騎士・リーナの嵐を操る能力との相性の悪さや、昼日中の住宅街だったという判断ミスなどが重なり、撤退する。

復讐と解放と
ダークエルフのアルベルタは食屍鬼にされた兄の敵討ちのため、ノマドの幹部の一人である吸血鬼バロネス・メイジーの元へと向かっていた。一方、小太郎は田中先生という偽りの身分で五車町に潜入し、療養中の対魔忍・珠方院沙夜花を誘拐する。アルベルタの行動を知った小太郎は、沙夜花の能力を利用して復讐をやめさせる。後に、小太郎がメイジーの愛息ルークになりすまして彼女を調教し、エドウィン・ブラックに近づくチャンスをうかがっていたことが判明する。

春の嵐に御用心
小太郎はアジトでゆっくりすごそうと考えていた矢先、リーナの夜這いをはじめとする騒ぎに巻き込まれる。

呪われた屋敷と傾国の美女
小太郎は、魔女カテジナを奪うために魔術師の館に侵入したところ、毒使いの対魔忍・柳六穂と戦闘になる。小太郎はカテジナのそばにいると不幸になるという性質を知って手を引くが、さくらは老人に変装していたフュルストに捕らえられてしまう。

6月のサマービーチ
ある日、小太郎は若いさくらの携帯電話を通じて、何者かから連絡を受ける。小太郎は護衛としてルーナを同行させたうえで、指定されたビーチへ来る。ビーチには水着姿の朧がおり、フュルストを失脚させたいということで、同盟を持ちかけてくる。小太郎が同盟を断ると、朧はルーナを操り襲わせる。戦いの末、朧と小太郎との間で同盟が結ばれる。

ダブル・パワープレイ
小太郎は、フュルストの居所を探るべく高級料亭に忍び込むが、陽動担当の若い紫とラークシャシャが、ふうまを景品にどちらが敵を多く倒せるかで張り合ってしまう。

花嫁と禁忌の対魔忍～3周年Special～
小太郎は若いさくらを救出するため、元ふうまの下忍・雨宮紫水をスカウトしに行く。アサギは仮面の対魔忍といち早く協調して、結婚式場に来ていた小太郎を拘束する。紫水の協力を得て、小太郎は脱走に成功する。これを受け、仮面の対魔忍はアサギとの同盟を解消した。

空に咲くは乙女の恋歌
高位の鬼族・鬼神乙女＜ワルキューレ＞のロスヴァイセは、小太郎を強い男と見なして追いかけ回す。さらにそこへ殺人鬼ソニアが現れ、小太郎を殺しにかかる。

アンジェの海の家と渚の魔女
小太郎たちは、フュルスト打倒に必要な「魔女の涙」を探しにリゾート地を訪れ、リリスを泣かせようとする。小太郎の誕生日プレゼントの資金調達のために、現地の海の家でアルバイトをしていたアンジェは、この様子を見てリリスを泣かせまいとする。だが、アンジェは誤ってリリスにパーティー用の激辛たこ焼きを配達してしまい、あまりの辛さにリリスが泣いたところで涙の採取が行われる。これによりフュルストを倒すためのアイテムが完成し、さくら救出の手はずが整う。

メス豚娼婦の館
小太郎は、朧の協力のもと、若いさくらを救出すべく、仲間達と共にメス豚娼婦の館に乗り込む。
娼館では、若いさくらはフュルストによって脳内に“魔種”を移植され、娼婦に堕とされていたが、クローンアサギによって魔種のリモコンを破壊される形で解放される。
窮地に立たされたフュルストは、朧から得た呪術によって小太郎に本体を見破られたうえ、紫水のガーディアンによって挽肉にされた結果、肉体を消失させられる。これにより、東京キングダムの縄張りを失ったノマドとの全面戦争の可能性が高まる。

五車の森の龍と猟兵
小太郎は、若いさくらの脳内にある魔種の摘出のため、心願寺家の一員である龍の案内のもと、桐生のいる五車町を訪れる。そこへ、米連のアンドロイドであるパメラ・イェーガーが一行に襲い掛かる。小太郎たちはパメラの制作者ルネを発見して捕らえるが、アジトの襲撃事件とは無関係であることが判明する。ルネはパメラの件を仮面の対魔忍に伏せるという条件をのみ、小太郎をパーフェクトジェネラルに乗せ、アジトまで送る。

獄炎の女王と囚われ猫
上位魔族アスタロトは、小太郎の成長ぶりを確認すべく、小太郎のアジトを襲撃した。小太郎はアジトに監禁していた獣人のカノンを連れ、彼女の首についていた電流が流れる首輪で脅す形で護衛をさせた。ところが、アスタロトの炎により首輪が溶け、カノンは日頃の恨みと言わんばかりに小太郎に襲いかかる。若いさくらに腕を切り落とされたアスタロトはアジトから退散し、去り際にブラックと戦うなという台詞を吐く。その後、「お館様」を名乗る謎の人物がアスタロトそそのかして小太郎らのアジトを襲っていたことが判明する。

鉄鎖と妖精になった猫
ある日、ふうま八将の一つ二車家の当主代行・鉄華院カヲルが、小太郎に襲いかかる。
カヲルは罪悪感の大きさに比例して重量が増す鎖を生み出して小太郎を縛り付ける。そこへミナサキを探していた紫水が娼館を訪れ、カヲルと交戦する。

皇帝と英雄のハロウィン
ルネは巨大ロボ・ハロウィンエンペラーに搭乗し、再びセシリア救出を試み、ついでにリリムとヤタガラス族の子供も連れていく。米連に潜入中の対魔忍・詩嶋麦は、ルネがリリム達を誘拐していると誤解して妨害にかかる。最終的に誤解は解けたものの、巨大ロボを勝手に運用していたことが仮面の対魔忍の知るところとなり、ルネは仮面の対魔忍に叱られる。一方、ミナサキの探知能力を危険視したカヲルが、ミナサキを抹殺すべくウイルスを打っていたことが判明する。

鉄華院カヲルの逆襲～前編～
カヲルは小太郎たちを殺し、ふうま家の支配層を自分とその関係者に挿げ替える形で乗っ取ることをたくらむ。カヲルは、フュルストの部下バレンティアに、報酬として東京キングダムの縄張りを渡すことを条件に協力者として引き入れる。また、米連のキア・マリークには、美琴の技術を報酬として協力者に引き入れたうえで、小太郎たちのアジトを襲撃させる。この陽動によりラークシャシャ達はアジトの外に出てしまい、小太郎はミナサキとともに捕らえられる。小太郎はミナサキを邪眼に取り込んで、彼女に変身して脱出を試みる。

鉄華院カヲルの逆襲～後編～
小太郎が脱出を試みる一方、アジトではヤタガラス族の子ども急成長を遂げ、ハツカゼと名乗る。ハツカゼは、自らの能力をもって小太郎の位置を割り出し、それをもとに時子は救出の手配をする。そこへカヲルが時子を殺しにかかるが、時子が伏兵として用意していた紫水の反撃に遭う。
さらにその頃、迷子になってしまったリーナは、魔界騎士カルメラに出会う。憧れの魔界騎士との戦いに臨むリーナだったが、圧倒的な実力差に苦しむ。そこへアジトを飛び出してしまったラークシャシャ達が助太刀に入ったことより、リーナは合流を果たす。
そして、若いさくらと若い紫が小太郎を救出した。

炎とノエルのouverture
小太郎はハツカゼへのご褒美として一緒に髑髏島へ旅行に行く。髑髏島では、米連のノエル・ルノアールが指揮官を務める南方軍特殊作戦部隊が、対魔忍との合同演習を実施していた。小太郎は南方軍の監視に当たっていたミシェアにも会うが、彼女のせいで騒ぎになる。
一方、ミナサキとハツカゼは、小太郎の船で帰ってしまう。

メリクリ＆うぃっちーず♪
クリスマス、風邪で寝込んでいた小太郎の元に、サンタ姿のリリーが現れ、木箱を渡す。ところが、中に入っていた魔術ゴミによって小太郎が触手状の化け物になってしまう。部下達から魔物と間違われて追われた小太郎は、双子の人造魔族の姉妹ユフィ＆ソフィとともに騒動の発端であるリリーを追う。事態が解決した後、リリーは由子に迎えられる形で元の世界へと帰還する。一方、小太郎は全裸ながらも元の姿に戻るが、若いさくらと若い紫に捕まってしまう。

2018温泉大騒動！～時子の願い～
正月小太郎は時子と紫水とともに温泉宿を訪れる。戌年ということで、犬神を祀る神社へお参りに行った一行は、クラクル、メルシー、カノンの猫3匹からカツアゲされる。その後、小太郎はノエルと焔、さらには親戚とともに宿泊に来ていた六穂から金を取られていく。温泉に入ろうとした小太郎は、磯咲伊紀と磯咲伊織の姉妹の待ち伏せに遭い、全裸のまま旅館の中を逃げ回るはめになる。散々な目に遭った小太郎の前に、戌年の正月に力の一部を取り戻した犬神ヌイが現れ、「小太郎が無事であるように」という時子の願いに答える形で救いの手を差し伸べる。

バレンタインパニック！
バレンタインデー、小太郎は愛人である妖狐のブリジットと会っていたが、何者かにつけられていることに気づいてその場を離れる。追跡者をまいていた小太郎は、若いさくらがいると思い、声をかけたところ、大人のさくらだったことが判明する。
ブリジットは、遊びだと思っていた若いさくらが小太郎と一緒にいるところを見て、自分が遊びだったのかと怒りながら小太郎に襲いかかってくる。しかもブリジットは妖狐の力を用いて、年齢や容姿で失恋した女達の亡霊を呼び出す。
その後、大人のさくらは、ハツカゼが時子の頼みで小太郎を追っていたことを知り、拍子抜けした様子でハツカゼを見逃す。
さらにその後、大人のさくらが、五車学園で開かれる『バレンタインチョコもらいたい女子』コンテストのために告白の練習をしていたことが判明するが、大人のさくらはコンテストの参加者が生徒に限定されていたことを知らなかった。

鋼鉄の死神とフタナリ教官
対魔忍・蓮魔零子は、かつて小太郎によってふたなり改造を施されながらも、彼のアジトから逃走した過去があった。ある日、彼女は、教え子の黒田巴とともに五車学園に侵入したオークを追っていたが、巴が小太郎の変装だったことが判明する。そこへ仮面の対魔忍のお使いで五車学園を訪れていたアスカが襲いかかってくる。さらに、本物の巴が現れ、小太郎に協力していたことを明かし、協力してアスカを撃退する。そして巴は、約束通りふたなり化の手術を受け、零子とともに愛し合う一方、用なしになった小太郎を追い返した。

灼熱より愛をこめて
アスタロトは小太郎との一対一での決闘を望み、魔界にある彼女の領地に小彼を召喚させる。同じく人間界からさらわれた軍人のセドナ・アルストナやアスタロトが作った炎像との戦いの末、小太郎はアスタロトとの戦いに臨む。

純情妄想ウェディング
大人の紫は、ある人物からの依頼でブライダルモデルのアルバイトをする。紫を偏愛する桐生は彼女のバイト先まで尾行していたところを、ホテルに来ていた若いさくらと小太郎に目撃されたため、紫の兄・九郎をだましてホテルを封鎖させる形で二人を中へ閉じ込める。一方、ルネは研究費の水増しが露見して米連から亡命し、小太郎の元で新兵器サイコカイザーの開発を進めたいと考えていた。ルネはハツカゼの案内で小太郎のいるホテルまで来てしまい、同じく閉じ込められる。大人の紫はモデルを務めている間、妄想の中でアサギとの恋愛を楽しんでいたが、妄想から覚めると、桐生が至近距離で写真を撮っていることに気づく。怒った大人の紫は桐生と、彼を追いかけてきた小太郎に襲いかかるが、若いさくらの活躍により撤退する。その後、桐生は紫の写真が入ったメモリーカードを紫の兄・九郎に没収される。

アンタにだけ特別に教えたるわ
サイボーグ鬼族イーリス・ウィザードは、消息を絶った姉貴分のサイボーグ・ファウストを探すため、米連を脱走して東京キングダムを訪れていたところ、対魔忍の大島雫と出くわしけんかとなる。けんかの現場は小太郎がノマドから奪った縄張りだったため、彼は早速二人のけんかの仲裁に入る。そこへイングリッドが現れ、ブラックが動き出していることを示唆するメッセージを残して去る。

闇の血脈
公園で対魔忍ごっこをしていたミナサキとリリムは、ブラックの娘フェリシアに誘われ、三人で一緒にノマドの拠点で暴れ回っていた。フェリシアとの決着をつけようとしたそのとき、ブラックが現れ、小太郎に拠点を渡して去る。帰り際、フェリシアは魔獣を小太郎に向けて放ち、彼をかばう形で紫水が負傷する。

最強の対魔忍もやって来た
ノマドの拠点での騒ぎを聞きつけたアサギはノマドの拠点の鎮圧を確認し、紫水を回収する。その後、アサギは、星乃深月らとともに小太郎を襲撃する。

彷徨のガンマンと女神
A-66・ルーナが米連のハッキングを受け、誘拐される。小太郎はルネを案内役に米連の基地へ向かっていたところ、ルネを狙っていた傭兵のアイナ・ウィンチェスターと戦闘になる。

実験体0023A
小太郎は、顔見知りの奴隷商から鬼族の娼婦を身請けを依頼され、娼館に赴いたところ、身請け対象の娼婦が暴走する。
その後、娼婦の正体が"G"の実験体0023Aであり、ドナとオリビアが"G"の告発に向けて0023Aを保護しに来ていたことが判明する。だが、0023Aは米連で保護されることを拒否し、有事以外では小太郎のもとで暮らすこととなり、ニミエという新しい名を授けられる。

忠誠の在り処2～仇花～
五車町で拘束されていた災禍が逃走したため、小太郎と時子と六穂が災禍を探しに行く。一方、災禍は自分と小太郎との子（受精卵）にどこかで見つけ出した弾正の遺伝子を組み込み、真のふうまの後継者を生み出そうと画策する。小太郎達が見つけたとき、災禍は妊娠中の胎児の影響で魔族化していた。小太郎は、災禍を対魔忍に引き渡すのでは無く、自分の元に連れ帰ることを決断し、意見の割れた六穂と戦う。

隠雷ミッション～4周年Special～
小太郎のもとに、"G"の責任者がノマド関係者に入れ替わっているという情報が寄せられる。仮面の対魔忍は、"G"およびその背後にいるノマドとの全面対決を辞さない考えを示し、小太郎もそれに賛同する。小太郎は対魔忍からの協力を取り付けた後、米連に出向中のゆきかぜとともに責任者の屋敷に潜入した。二人は再会したカテジナに襲われるが、その正体が変装した朧だと知った小太郎は、ゆきかぜを逃がし、朧とその配下である朧忍軍と対決する。

闇への序曲～結界を突破せよ！～
朧にとらわれた小太郎だったが、自分の配下と対魔忍の精鋭に自分を追わせていた上、大人のさくらを護衛につけていたため、屋敷から脱出を果たす。
おのおのが暴れ回る中、悪霊として現れたフュルストは、魂となった紫水によって消滅させられる。

頂上決戦～闇に足掻く者～
ノマドの最重要拠点・闇の宮殿への襲撃が続く中、「小太郎とブラックが戦うと大変なことになる」ということを聞いた麦は、小太郎を制止しようとする。麦を振り切った小太郎とアサギはエドウィン・ブラックと対峙する。アサギは倒されてしまう。小太郎は魔眼でアサギを取り込み、なおも戦いを続けようとするが、思うように身体を動かすことが出来ない。そこへ魂となった紫水から力を授けられた小太郎は、ブラックに刃を当てるが、実はブラックは成長した小太郎の力と自分の力を合わせて世界を再創造することをもくろんでおり、この攻撃は彼の想定のうちであった。

元気ウサギたち、疾走する！
小太郎がルネとともにアイナと対決しているその頃、米連の基地内で小太郎を探していたハツカゼは、米連に兵器のテスターとして雇われていた紅とあやめに出会うも、正体が露見して紅たちに捕まる。その後、ハツカゼは、紅たちや米連の兵士ミランダ・カミロと協力して基地の侵入者を撃退する。
その後、ハツカゼはアジトに帰り、姉・ミナサキをはじめとする仲間達と共にお月見を楽しむ。

逢魔時の逃走
錬金術師が生み出した暗黒物質・カオスオーダーは、五車町に監禁されていた災禍の持つ混沌に興味を得て姿を現す。カオスオーダーは災禍を解放しようとするが、五車町の畑でマンドラゴラを栽培していた対魔忍・甲斐原菜央に見つかり、騒動に発展する。最終的に災禍は菜央の追跡から逃れ、五車町から脱出する。カオスオーダーも姿を消し、災禍は小太郎に思いをはせる。

逃亡と追手の果てに…
米連の研究所から、ある研究員が情報を持ち出し、小太郎との接触を図ろうとするが、小太郎に会う前に対魔忍の久遠乃愛に抹殺され、情報の入ったメモリースティックを奪われる。相手の体液を取り込んで魅了する房術を使う乃愛に負けたことのある小太郎は、リベンジと言わんばかりに彼女を捕らえてメモリースティックを奪還する。一方、米連は追手としてティナ・ウォーレルを差し向ける。
小太郎が脱出に成功したと確信した瞬間、ティナの弾丸がメモリースティックを打ち抜いた。だが、乃愛は本物のメモリースティックの入手に成功していた。

今がチャンスだ！季節外れのクリスマスパーティー
ミナサキとリリムとセシリアは、小太郎たちがいないのを見計らってクリスマスパーティーを開こうとしたところ、リーナの妨害を受ける。妨害を予見していたミナサキ達は、用心棒として用意していたレーベ・サフリーをリーナへ送り込む。レーベは小太郎に惚れてふうま入りしたものの、なかなか近づくことが出来ずにいらだっていたため、自分が「ふうま七衆」であることを自慢するリーナに対していらだちをあらわにする。

新時代へ
アマハラで正月を過ごしていた小太郎のもとに、リリムとミナサキをはじめとする知り合いの女達が次々と押しかけてくる。その夜、アサギが小太郎の元を訪れ、今自分たちのいる世界はブラックによって再創造された世界の一つであり、元の世界の記憶を受け継いでいるのは自分とブラックと小太郎の3人だけであると話す。その上で、アサギはブラックの仲間にならないかと勧誘する。小太郎はアサギの勧誘を断り、闇の世界で戦い続けると答える。アサギもまた、最強の対魔忍として小太郎と敵対する道を選ぶ。

## 世界観・用語
NEOカオス・アリーナ
『対魔忍アサギ』におけるカオス・アリーナに相当する闇の闘技場で、ノマドが運営にかかわっている。
魔種（ましゅ）
フュルストが用いた魔界の医療技術製マイクロチップで、1週間ほどの期間をかけて脳内に移植される。外部装置のリモコンとセットになっており、各ボタンごとに痛み（激痛）・意識混濁・愛・媚薬・毒液（石化）・洗脳などの症状を装者に与える魔液を分泌する機能を持っており、使いようによっては相手を死なせることができる。たとえリモコンを用いらなくても反抗心を脳内信号レベルで感知した瞬間に自動で激痛作用を起こす安全装置にもされているため、これを仕掛けられた者は激痛や死傷から免れるためにリモコンを操作する相手に服従するか、意志に関係ない精神状態に変えられるのを強要されてしまう。
異界の門次元の門とも。本作において、小太郎らがいる次元と別次元とを結ぶルートの一つ。制御には「賢者の石」が重要な役目を持つため、有無によって不完全な状態に陥ると危険を伴う。後述の「ブレインフレーヤー」も含めて同社の別ゲームや他の対魔忍シリーズのキャラクターが、作品・時代・年齢を超えて共存する理由（根拠）でもある。
ブレインフレーヤー
次元移動能力を持つ知的生命体。次元侵略者と呼ばれているほか、その風貌から「タコ野郎」などと形容される。意志次第かつ単独で次元を丸ごと「切り換える」能力を持つため、もう一つの異界の門と呼べる存在になっている。しかし自身で人語を用いない限り、ヒトには理解できないためコミュニケーションを取るのが難しく、さらに多少の個体差はあるものの別の種族は須く下等生物と見下す傾向が強いため、敵対した場合は危険度の高さや厄介さから問答無用で排除（殺害）すべきと認識されていることが多い。その一方で自力で探し出した若い紫のように、個人的に上手く利用することに成功した例もある。

## 登場人物

### ふうま一族

#### ふうま小太郎一味
ふうま 小太郎 / お館様
本作の主人公。かつては忍びの主流と呼ばれるも滅んだふうま一族の生き残り。手で相手の身体に触れることで最も得意とする忍法/特性/能力などを奪って再現できる異能系忍法「邪眼“魔門”」（別名「貪欲の瞳術」）を使う。金色の右目と銀色の左目を身体的な特徴としており、当初は右目に1つしか能力をストックできなかったが、後に左目が覚醒を果たし、激しい消耗と引き換えに「魔門流儀<マモン・モード>」として2つ同時に再現可能となる。そして、弾正の抹殺に伴い封印が解かれ、対象を右目から取り込むことでその相手に変化する「真・魔門」の能力を取り戻す。
対魔忍・魔族・米連のいずれにも従属せず第4の勢力となって頂点に立つためには、卑怯な戦法も無様な命乞いも囮になることも必要ならばためらわず、様々な身分を偽ったり、ゆきかぜやアサギなどの敵対者に化けて敵地に潜入したりもする。巨根かつ精力絶倫で、自らが得意だと自負するほどの性技とあらゆる手段を用い凌辱して懐柔させる情け容赦のない性格をしている。一方で、執事の時子とは誰よりも深い信頼関係で結ばれており、その時子に危険が迫った時は身を挺することもいとわない。
「ふうま 小太郎」という本名は、「頂上決戦 闇に足掻く者」終盤にて初めて呼ばれており、それまでは「お館様」や「ふうまの頭領」など、様々な呼称で呼ばれている。一人称は「俺」。
ふうま 時子（ふうま ときこ）
声 - 宮森ゆう
小太郎の異母姉で、彼を「お館様」と呼び常に従順に付き従う。母は弾正の愛人であり、生まれてすぐにふうま家当主の執事の家に養子に出された。
対魔殺法を極めたくないの使い手であると同時に、目を閉じることで物理現実から電脳空間までを問わずに視覚を飛ばせる瞳術「邪眼“千里眼”」の持ち主。「ふうま七衆」の一人に名を連ねてからは魔性の力に覚醒し、目玉マーク（プロビデンスの目）状の文様が額に浮かぶようになった。魔性の力に目覚めたことで得た邪眼「千鬼夜行」では、空中からくないをだすことができる。また、魔性の力に目覚めた結果、小太郎への独占欲が強くなっている。
普段はストレートのロングヘアだが、対魔忍として活動する際はポニーテールにする。
桐生 美琴（きりゅう みこと）
声 - ひむろゆり
桐生佐馬斗の姉で、同じく魔科医。対魔忍に協力していたが、小太郎に敗れて手篭めにされてからは、ふうま一族のために魔界医術の腕を振る舞っている。
ふうま七衆
小太郎の配下となる七人の女性幹部達。弾正のふうま八将とは異なり、若いさくらたちがお遊びで名乗っているだけである。
ラークシャシャ
声 - 星もえる
鬼族の女性。のちにふうま七衆の一員となり、時には護衛として小太郎に同行する。
リーナ
声 - 烏丸そら
ノマドの騎士軍に所属していた少女。初登場時は貧弱だったものの、小太郎を倒すべく努力を重ね、嵐騎の二つ名を授けられるほどの実力を得た。その後、紆余曲折の末にふうま七衆の一員となる。頭は悪いが、一途なところがある。また、魔界騎士時代に自らを律する厳しい生活を送ってきた反動で、ふうま七衆の一員となって以降は堕落した生活を送っている。
アルベルタ
声 - 中野志乃
下級魔族ダークエルフの女性。バロネス・メイジーによって兄を食屍鬼に変えられた過去を持ち、メイジーの敵討ちを代行してくれると約束した小太郎に忠誠を誓っている。小太郎の愛人である一方、工作員としての顔を持ち、情報収集のために娼館に勤務している。
ミシェア・シルキース
声 - このえゆずこ
米連の超能力兵士。
若いさくら（井河さくら）
別次元における若いころのさくら。五車学園の1年生で、アサギと1歳しか離れていない。若い紫と同様にブレインフレーヤーによって別次元から拐われてきたが、諸事情で帰れなくなった。もしも五車にいる大人の自分・姉・紫に出会ったらタイムパラドックスを招くかもしれないため、帰る手段の調査の代行や衣食住の世話をしてくれるパトロン契約を小太郎と結び、闇のリゾート都市「アマハラ」にあるホテルで人目を避けて暮らす愛人になり、同時に小太郎の影の中に潜む懐刀として「ふうま七衆」の一人に名を連ねる。その際、若い紫からは順番が後だからということで泥棒ネコ呼ばわりされている。
若い紫（八津紫）
別次元における若い頃の紫。ブレインフレーヤーによって別次元から拐われ監禁されていたところ、まだ一匹狼だったラークシャシャから小太郎を助けたことで知り合った。記憶喪失の小太郎と出会った際は、彼の口癖が「やれやれだ。」ということから、彼のことを「やれ男（おとこ）」と呼んでおり、若いさくらにあだ名の由来を勘ぐられた際は「（敵に）ヤラれそうだったからヤラれ男、つまりヤレ男と呼んだんだ」と言い訳している。小太郎との共闘の中で、裏切り者のふうま一族ではないかと薄々気付いていたものの、惹かれる気持ちが勝り、最終的に元の世界に戻るまでの束の間ながら相思相愛の仲になった。その後自力で新たなブレインフレーヤーを捕らえアサギの許可を得て若いさくらの目付役を名目上に次元を超え、クローンアサギとの初戦で窮地に陥っていた小太郎の前に現れ再会を果たしてからは、小太郎と肉体関係を結んだ。その際、自分は先だったから正妻だと主張してふうまの組織に加わり、さくらと共に「ふうま七衆」の一人に名を連ねる。
レーベ・サフリー
声 - あかしゆき
大鎌使いの戦闘狂。当初は米連に売り込み、兵士として活動していたが、あらゆる勢力を敵に回すふうまに惹かれ、鞍替えした経緯を持つ。戦闘だけでなく、男を犯すことも好む。
ルネ
声 - 宮森ゆう
ロボット研究者。当初は米連についており、複数回にわたって友人のセシリア・チェロ救出を試みた末、資金難から小太郎の軍門に降る。
パメラ・イェーガー
声 - 御苑生メイ
瀕死の兵士の四肢をアンドロイド化する形で、ルネが開発したテスト兵器。光線銃と、光線を収束させてこしらえた剣を武器とする。
天宮 紫水
声 - あかしゆき
元ふうま一族の下忍で、自然に存在する波動のエネルギーをガーディアンとして実体化して操る忍法「波遁の術」を持つ。
年の離れた幼馴染である小太郎からは娘のようにかわいがられていた一方、紫水は彼のことを「お館くん」と呼んでいた。弾正の反乱の際は中立を貫いていたが、知識欲が強く、図書室でたくさん本が読めるからという理由で、五車学園に通っていた。
外の世界を見せるという名目で小太郎から連れ出された後、小太郎の仲間の一員として活躍する。「闇の血脈」でのフェリシアとの戦いでの重傷がもとで死亡した後、魂だけの状態で現れ、ブラックとの決戦にて小太郎に力を与える。
その後、再創造された世界（『対魔忍RPG』の世界）にて、小太郎の魂にくっつく形で姿を現す。以降の動向については、対魔忍RPGの登場人物一覧#天宮紫水を参照。
A-66・ルーナ
声 - 魔希子
特殊兵器アルテミスを制御する存在として、人工的に作られた少女。
セシリア・チェロ
声 - 民安ともえ
米連が遺伝子操作で生み出した強化人間の少女。複数の兵器を転送・操縦することを可能とする一方、能力の発動にはカロリーを大幅に消費するため、常にお菓子を食べ歩いている。
ミナサキ
声 - 葉月まぁち
ヤタガラス族の少女。他のヤタガラス族同様、一度でも会ったことのある者の位置を関知する能力を持っている。
リリム
声 - 青葉りんご
ミナサキの悪友であるサキュバス。他人の夢の中に入って改変したり精気を奪う能力を持つ。小太郎に敗れて以降、ミナサキと共に何かと彼にやっかいごとを持ち込んでくる。
ハツカゼ
声：市川みぃ
小太郎と会ったヤタガラスの少女。「魔界美食紀行」の終盤で小太郎についてくる形で地上入りを果たし、リリムとハツカゼの妹分となる。この時点ではまだ子どもだったため、頭部がカラスのままであり、しゃべることができなかった。その後、鉄華院カヲルとの戦いの中で急成長を遂げ、ハツカゼと名乗る。
姉貴分二人の影響で「むふんむふん」と偉ぶった態度をとる一方、二人ほど悪知恵が働くわけでは無く、基本的には素直な性格をしている。
また、頭部がカラスである子どもの姿に戻ることもでき、その際はタンパク質をも溶かす猛毒を出すくちばしが武器となる。
アンジェ
声 - 三十三七
米連出身の強化人間の少女。「Tentacle Storm～魔科医の依頼～」にて小太郎らに捕らえられ、彼の軍門に降る。
アスタロト
声 - 伊東サラ
獄炎のアスタロトの異名を持つ上位魔族で、魔界にある灼熱の大地を治めている。自分より強い男を捜して人間界を訪れており、小太郎をペットとして気に入っている。登場する度に衣装が替わっており、「獄炎の女王と囚われ猫」ではお月見パーティー中の部下から奪ってきたバニーガールの衣装を着ていた。

#### ふうま弾正一味
ふうま 弾正（ふうま だんじょう）
小太郎および時子の父親。異能系忍法「邪眼“傲眼”」（別名「支配の瞳術」）の五つ目を額に宿しており、目を合わせた邪眼使いは強制的に肉体を支配されてしまう。また目を合わせずとも傲眼の1つを飛ばして埋め込み、何らかの精神的な弱みを虜にできさえすれば、同じように支配することもできる。過去に井河アサギに敗れたあとは、一族を見捨てて米連に亡命し、特務機関“G”を組織した。その後、クローンアサギを利用したり淫魔の王と同盟を結ぶなど準備を進め、自身の不在中に当主として台頭した息子も含めて地獄に堕とすべく表舞台に現れる。その後時子を拉致すると、時子に化けさせたドッペルゲンガーを息子の元に送りスパイさせ、儀助に命じて性的調教を行わせる。最終的には神村舞華の爆炎の能力によって頭部を爆砕され死亡し、息子にも隠していた魔門の封印が解除されることとなった。
ふうま 儀助（ふうま ぎすけ）
弾正の従者兼直属の拷問師。ふうま姓を名乗っているものの、実際は下忍の出身である。性欲を操ることが出来る「邪眼“山羊の色眼”」での拷問を得意とする。幼少時より、時子に思いを寄せていたものの、自らの容姿と小太郎に対するコンプレックスから、愛憎へと変化する。かつて小太郎がまだ弾正に従っていたころから時子を我が物にしようと狙っており、弾正によって拉致された時子に多大なトラウマを与える性的調教を施したが、最終的には救出しにきた小太郎に鉄拳制裁された。
ふうま 災禍
声 - 有賀桃
弾正の秘書。目を合わせた相手の現実認識能力を改変する邪眼を持つ。
ふうま天音
声：一之瀬さくら
弾正の執事。物理エネルギーを吸収・放出することができる「邪眼・動転輪」を持つが故に、家族から恐れられていた。一方で、親戚に当たる弾正には気に入られており、彼に対する忠誠心の強さにもつながっている。

#### その他ふうま一族関係者
心願寺 紅
声 - 武田あまね→かざりゆえ（「【超神機甲】心願寺 紅」以降）。
ふうま八将の一つである心願寺家の一員で、かつては対魔忍としてふうま一族の長を務めていた。対魔忍を辞した後は従者の槇島あやめとともに実父にして宿敵のブラックを追っている。「ヨミハラ動乱」にて、ふうま弾正の策によってブラックの細胞を埋め込まれた小太郎を狙う。吸血鬼の血を引いているため若々しい容姿をしているが、実際は弾正と同世代の人物である。
槇島あやめ
声 - 伊東サラ
紅の従者。紅の眷属の吸血鬼となり、主と共に対魔忍を辞した。
心願寺 龍
声 - 紫乃
心願寺家の一員で、「五車の森の龍と猟兵」の際には小太郎たちの案内役を務めた。ふうま一族を抜け、対魔忍についた後は、傭兵として活動している。愛刀・十六馬首を武器とするほか、金属を自在に変化させる能力を持つ。
鉄華院カヲル
声 - 杉原茉莉
ふうま八将の一つである二車家の下忍者・鉄華院家の当主であると同時に、二車家の当主代行を務める女性。罪悪感の大きさに比例して重量が増す鎖を生み出す鎖遁の術を使う。

### アミダハラ
アンネローゼ・ヴァジュラ
声 - 宮森ゆう
関西にある廃棄都市アミダハラに住む魔女で、ミチコ＝フルーレティを使い魔として従えている。
ノイ・イーズレーン
アミダハラの顔役である老婆。小太郎側とアサギ側の仲介役として時子から慕われるなど、友好関係を結ぶ。
李 美鳳（リー・メイフォン）
アミダハラを拠点に活動する殺し屋で、縄標を得物とする。ノイの依頼から請けた魔界の海の魔獣「ジェリー」絡みの仕事で紹介され共闘する。実は甲河朧の実妹にあたる元対魔忍であり、この名前も偽名である。また、その姉のかつての肉体から生じた朧からは、殺意を向けられている。

### 対魔忍
井河アサギ
声 - なかせひな
五車学園の校長を務める対魔忍で、対魔忍の中でも最強と名高い。
弾正が当主だったころのふうま一族を凋落に追い込んだ過去があるため浅からぬ遺恨を残しているが、その息子の小太郎とは初対面の共闘以降「敵の敵は味方」のような距離を保っている。一方、小太郎の仲間になっている若いさくらと若い紫にとっての元の世界＝別次元のアサギは2人の時空超えをさほど問題視せず容認しており、小太郎から「ずいぶん違う性格をしている」のように評されている。またさくらと1歳しか離れていない。
井河さくら（大人のさくら）
声 - 黒岩心々
アサギの妹。
八津紫（大人の紫）
さくらの相棒。エドウィン・ブラックによって強制的に魔族に覚醒させられ暴走していたところを助けられて以来、小太郎と面識を持つ。兄に同じく対魔忍の八津九郎がいるほか、妹の愛子（声 -御苑生メイ ）は対魔忍を辞し、東京のスラム街で便利屋をしている。
桐生 佐馬斗（きりゅう さばと）
五車学園で腕を振るう魔科医。一方で、小太郎側についている姉・美琴には頭が上がらず、度々命令（脅迫）されて小太郎に協力している。一方で、姉への恐怖心を克服すべく、自分の脳を改造して姉に関する記憶を消そうとすることもあった。また、紫を偏愛しており、彼女の手作りチョコを強奪してもらうなど、小太郎には個人的な依頼をしている。
クローンアサギ
声 - なかせひな
井河アサギのクローンの一体で、『対魔忍アサギ外伝 the Nightmare』に登場した個体とは別人。米連の特務機関“G”に救われサイボーグ化された経緯を持つ。本来のアサギよりも若々しさを残しており、両腕と両脚が義肢で、黒紫色のビキニだけを纏い、左上腕と右太股にくないを装備している。両アームの重力場発生装置“ネメシス”による不可視の攻撃によって小太郎、さくら、紫を相手に圧倒するが、美琴、ラークシャシャ、仮面の対魔忍、アスカ、リリム、ミナサキらの増援によって撤退。小太郎と弾正の対決の際、その場にいたアスカとの対決の末、四肢と左目は失うも生存しており、密かに回収され美琴の元で治療が続けられていた。その際、記憶を完全に無くしてしまったため人格が穏やかになり、ブレードが仕込まれている新たな義肢と眼帯を得、“彷徨いサイボーグ”の通り名で呼ばれる便利屋を始めた。さらに、小太郎と友好関係を築き、身体のメンテナンスと引き換えに美琴の研究に協力するようになる。
水城 ゆきかぜ
声 - 氷室百合
対魔忍のエースの1人。
秋山 凛子
声 - 佐藤遼佳→北板利亜（「【斬鬼の新学期】秋山 凜子」以降）
対魔忍のエースの1人。
前園 桃子
Chapter1にて登場。
扇堂 なずな
Chapter4にて登場した対魔忍。
四篠 如月
声：中野志乃
チャプター8にて登場。身体を硬化させる忍法を使う対魔忍。殺人を好んでおらず、薙刀の技を棒で使う。非常に義理深い性格をしている。
宵町 朱莉
声：あかしゆき
自分と同一の分身を生み出す忍法「肢体分身」を使う対魔忍。「魔笛と増える対魔忍」では新たな力に目覚め、異なる人格を持つ三体の小さな分身を生み出し、使役する「朱莉三将軍」を用いる。なお、朱莉本人は間抜けである。
九十九里 紫音
他者を操る笛を武器とする対魔忍。
甲斐原 菜央
声：青井美海
五車学園の生徒木遁の術を使い、その一環として植物の種に対魔粒子を注入してマンドラゴラにして使役する。周囲からはカイワレというあだ名がつけられている。
詩嶋麦
声：手塚りょうこ
対魔忍粒子を鎧として身体にまとう忍法を使う対魔忍。なかなか忍法を使えず苦労していたが、窮地に陥った際に忍法に目覚めたという経緯を持つ。
正義のヒーローに憧れているが、敵の挑発にのりやすい。
由利 翡翠
声：紅月奏美
相手から力を吸い取る「合食の術」を使う対魔忍。吸い取った力は魔科医によって身体に刻まれた魔紋に蓄えることができる。
大島雫
声 - 水瀬優奈
肉体強化を使う対魔忍。
上原 燐
声：中野志乃
五車学園で臨時講師として野外線を受け持つ対魔忍。
珠方院 沙夜花
声：沢代りず
対魔忍の少女。自分を傷つけた相手の感情を吸い取る忍法「心はぶりの呪花」を有しており、これを地元の有力者によって悪用され、長期間虐待を受けていた。このため、心身共に傷を負っていた。身近に接した虐待者以外の異性である田中先生こと小太郎に対し、自分でも理解できない感情を抱いている。
黒田巴
声：青葉りんご
対魔忍の名家の令嬢。近接戦闘の名手であり、戦闘教官の蓮魔零子に憧れている。零子がふたなり改造を受けた後も慕い続けており、「鋼鉄の死神とフタナリ教官」のエピローグでは小太郎にふたなり改造を受けている。
蓮魔零子
五車学園に戦闘教官として勤務する対魔忍。小太郎の手によりふたなり改造を受けている。
雨垂　ナツメ
声 - 疾風はる
房術を使う対魔忍。「ダブル・パワープレイ」ではノマド関係者の暗殺のため、高級料亭に潜入していた。
眞田 焔
声 - 疾風はる
火遁衆の3番隊の筆頭を務める対魔忍。愛用の槍には噴射口がついており、火遁による推進力で飛び回ることが出来る。味方を巻き込むことを厭わないほど好戦的な性格をしている。米連のノエル・ルノアールとは合同演習を通じて親しくなった。
神村 舞華
声 - 佐倉もも花
最強の火遁使いとして知られる対魔忍。ヤンキー気質だが、正義感が強い。また、ギャルに憧れている。隼人学園の教諭である東は姉にあたる。
柳六穂
声 - 瀬名ゆず希
体内で毒を生成する「血流毒化」を使う対魔忍。彼女の家系は、触れた相手を誤って殺してしまうことから、代々近親婚が繰り返されており、それが本人の鬱屈した性格形成にもつながっている。
美戸理珠奈
声 - 雨津さえ
自らの周囲の音を消す「無音域」を使う対魔忍。

### カーラ・クロムウェルおよびその関係者
カーラ・クロムウェル
声 - ももぞの薫
「女王」と呼ばれる純血種の吸血鬼。魔族と人間が共存する世界の実現を目指す平和主義者であり、眷族ながら正反対のエドウィン・ブラックとは対立関係にある。
上原 北絵（うえはら きたえ）
対吸血鬼ハンター育成機関・私立隼人学園の理事長であり、対吸血鬼用の結界術者。一方で、カーラとは以前から懇意の間柄で理解者でもある。
神村 東（かみむら あずま）
声 - 中野志乃
カーラの盟友。隼人学園の教諭で対魔バットの「鬼切」を得物とする吸血鬼ハンター。妹の舞華は対魔忍である。
マリカ・クリシュナ
声 - 御苑生メイ
カーラ王家に代々仕えてきた腹心かつ、「死神」と呼ばれる暗殺騎士団の実力者でチェーンソー状の得物の使い手。

### ノマド
エドウィン・ブラック
多国籍企業ノマドの代表を務める吸血鬼。
朧
声 - 児玉さとみ
ノマドの大幹部で、ブラックの側近。ブラックによって吸血鬼となった経緯を持つ。フュルストによるさくら誘拐事件では、小太郎にフュルスト打倒の鍵となる「魔女の涙」の情報を教えるなど協力したが、奪還時の陽動作戦兼行き掛けの駄賃で強襲されセラステスと紫の相手をした。
イングリッド
声 - 榊木春乃
ノマドの大幹部かつブラック腹心の秘書。魔剣ダークフレイムを得物とするほか、光学迷彩能力を有している。
スネークレディ
声 - 佐倉もも花
エドウィン・ブラックの友人。ナーガ族の族長だが、NEOカオス・アリーナの選手兼プロモーターとして活動している。
量産型沙耶
『アサギ2』に登場した人工魔族・沙耶のプロトタイプが脱走して野生化した存在。マッハレディらと共にNEOカオス・アリーナの闘奴として現れ、小太郎・上原燐・特務機関“G”らの戦いではG側の傭兵として暴れた。なお、「対魔忍だって夏祭り！」に登場した沙耶NEOとは別人である。
フュルスト
ノマドの幹部の一人で、朧とは対立している。
フェリシア
声 - 木多野あり
エドウィン・ブラックの娘で、紅の妹。
バレンティア
声 - 疾風はる
ブラックの部下のダークエルフで、一時は鉄華院カヲルに協力していた。ノマドの高級娼館の経営者でもあると同時に娼婦でもあり、情報通としての顔を持つ。二つの呪文を複合することを得意とする。また、サディストで、調教を好む。
ロージィ・ザ・ファントム
声 - 青葉りんご
メス豚娼館の店長。怪盗を自称する一方、強姦目的で人身売買組織から奴隷の女性を盗んでいる。

### 米連関係者
ブルーラビット
声 - 柄あゆり
米連の軍人で、魔薬「DMMA」を取り扱う。
ジェリー
声 - 佐倉もも花
アミダハラを荒らした魔法生物。相手を麻痺させる触手を使う。
ジェーン・ブラッドロー
Chapter2にて登場。米連の新型兵器ウィンド・アサルト・システムの適性者
リック・ミリアード
Chapter5にて登場した米連の軍人。
ムーンウルフ
声 - 椎那天
Chapter7にて登場。狙撃を得意とする米連の暗殺者。あらゆる見抜く右目を持ち、「月に踊る狼」の異名で知られている。
オリガ＝アレクセエヴナ＝パヴロヴァ
Chapter10にて登場した、米連の軍人。透過能力を有している。
セドナ・アルストナ
声 - 早瀬ゃょぃ
米連の暗殺部隊の隊員。
ユフィ＆ソフィ
声 - 有賀桃（ユフィ）＆三十三七（ソフィ）
米連が生み出した人造魔族の双子の姉妹。様々な魔族を掛け合わせて作られたものの、鬼族の性質が色濃く出ている。姉のユフィは目が見えないため、常に目を閉じており、回復と防御を主とする一方、妹のソフィは戦闘を得意とする。二人ともわがままだが、小太郎になついて以降は破壊活動や戦闘を行っていない。
イーオ・オライオン
声 - 椎那天
サテライト（軍事衛星）の異名を持つ女スパイ。
イーリス・ウィザード14
声 - 花南
ウィザード計画によって製造された鬼族のサイボーグ。
KINGS-3テスラ
声 - 鶴屋春人
米連の特務機関"G"が開発したサイボーグ・KINGSナンバーの一人。実体のない四肢に代わり、強力な磁力によって引き寄せた金属を巨大な手足として操る。なお、彼女以外のKINGSナンバーのサイボーグ11体はレアリティNのカードとして登場している。
ノエル・ルノアール
声 - 佐倉もも花
米連の南方軍特殊作戦部隊の指揮官。ずば抜けた指揮能力で中将に上り詰めた経緯を持つ。
雪那・グレイス
声 - 有賀桃
肉親を魔族に殺された米連の少女。研究者だった父の残した兵器・ムジョルニアを得物とする。
クレシア・オルテンシア
声 -鶴屋春人
米連の軍人。漫画「米連クレシア―淫辱のブレインコネクト―」にて登場。
レッドライン
声 - 蘭時生
米連の兵士。小太郎による調教を逃れ、報復を図っている。
キア・マリーク
声 - 星もえる
米連の科学者。カヲルに協力し、一週間で死に至るウイルスを提供した。ウイルス以外にも、自作のスーツ型の兵器「ナノアサルトドレス」を着用している。

#### 防衛科学研究室（DSO）
仮面の対魔忍
声 - 児玉さとみ
米連の防衛科学研究室（DSO）の日本支部代表を務める女性。
「はぁーい♪」などの軽い挨拶が口癖で冗談めかしているが、本心は決して明かさない曲者。沙耶NEOを連れ戻すために小太郎とトミハラで共闘して以来、様々な出来事を通じて小太郎と度々顔を合わせるようになる。
正体は甲河一族の生き残りである甲河 朧であり、ノマドの朧の肉体の本来の持ち主である。他者の肉体を乗っ取る忍法「空蝉の術」で生きながらえてきたが、忍法のデメリットである「魂の寿命」については、遠からず尽きるかもしれないと自覚している。
甲河アスカ
声 -手塚りょうこ
仮面の対魔忍の部下である、元対魔忍の女サイボーグ。光学迷彩をはじめとする装備に加え、風遁の術を用いた空中戦を得意とする。
仮面の対魔忍同様甲河一族の生き残りであり、両親を亡くした後はアサギによって育てられた。「鋼鉄の死神とフタナリ教官」で五車学園を訪れた際、育ての親であるアサギに対して若干他人行儀ながらも、険悪になることなく会話を交わしている
小太郎も警戒する強敵として仮面の対魔忍と一緒に行動し、特務機関“G”とふうまの組織の対立が激化し仮面の対魔忍が小太郎と親交を深めるようになると単身小太郎に「支援型兵装」姿で決闘を挑むが、性行為以外で“勝負”をつけようとすると石化してしまうという呪いの契約を結んでしまい懐柔された。小太郎と弾正の決戦ではクローンアサギと戦い、対魔ブレードを折られアンドロイド・レッグを斬り飛ばされるも対魔超粒子砲によって瀕死に追い込み勝利した。弾正の死後は、同時多角兵装を装備して、監視下から逃れた小太郎を追うが、リリスを利用した守護魔法に最大攻撃を防がれ形勢不利となり断念した。
沙耶NEO（さやネオ）
声 - 川瀬ゆづき
米連がうみだした人工魔族。元となった『アサギ2』での沙耶とは似ているものの、クモ型怪物への変身能力は持たないなど、別の存在である。また、登場人物を責めるのに使う触手も機械式になっている。瞳の色は赤だが魔力を下げられると金色（黄色）に変わる。近距離に限るが強制的に無力化できる特別なリモコンも開発されている。
二度にわたって仮面の対魔忍の管理下から脱走しており、そのたびに連れ戻されている。

### その他
吸血鬼のアサギ
声 - 中瀬ひな
別世界におけるアサギ。元の世界ではエドウィン・ブラックとともに吸血鬼の始祖として君臨している。賢者の石と米連が開発した制御装置を組み合わせて小太郎達のいる世界を訪れ、その世界のアサギたちと対峙するが、装置の弱体化に伴い撤退する。
志木 麗佳（しき れいか）
声 - 紘川琴音
陰陽騎士・柳生 トワコ（声 - 瀬名ゆず希）に仕える女執事。時子とは幼馴染であり、時々、時子の助っ人として登場する。
ギニヨル＝ファウスト
声 - 白瀬ほなみ
500年以上前に、魔術師ファウストが作り上げた7体のゴーレムのうちの一つ。他者を人形に変える能力を有しており、世界をかわいいもので満たすべく、異世界から訪れた。
犬神・ヌイ
声 - 榎津まお
神として畏怖されている、山犬の妖怪。過去に対魔忍の祖先となる人物に首輪をはめられる形で封印された後、不完全な状態で現代によみがえったため、幼い姿をしている。
その後、戌年の正月を迎え、力の一部が解放される。
シュヴァリエ
声 - 紅月奏美
魔界の子爵。政争への関心がなく、錬金術の研究に没頭している。難解な言葉遣いや、自分の名前を一人称とするなど奇抜な言動が目立つが、性格は理知的である。
ワイト
声 - 宮森ゆう
死霊（レイス）族の長「屍の王」の配下である死霊騎士（レヴァナント）で、「黄夜叉」の異名を持つ。対象の記憶を読み取り、成り済ますことにたけているほか、死霊騎士共通の能力として、死霊を使役することができる。
クラクル
声 - 藤井ねここ
ヨミハラ在住の猫の獣人。気ままな性格で、小太郎のアジトにも出入りしている。彼女の細胞を元に生み出された存在として、カノン（声 - 宮森ゆう）がいる。
リリス
声 - 中家志穂
大魔女を祖母に持つ、高位魔族の少女。強大な魔力を持つものの、十分に使いこなせていない。
小太郎に対して警戒心をいだいているものの、脳天気かつ世間知らずなところがあり、度々ひどい目に遭っている。
巨乳の持ち主であり、アンジェからはおっぱい魔女と呼ばれている
水城 不知火
声 - ももぞの薫
ゆきかぜの母で、かつては実力のある対魔忍として知られていた。対魔忍の間ではすでに任務中に戦死したと周知されていたが、実際は政治家・矢崎の奴隷娼婦となっており、「堕ちし幻影の不知火」では、矢崎のバックについている淫魔の王の刺客として登場した。
御堂遥
声 - 榎津まお
思念体の魔族によって憑依・融合された少女。平穏な生活を望んでおり、人間としての立場を保って生活している。
ラクア
声 - 赤司弓妃
Chapter6にて登場した蜘蛛の魔族。特定の組織に属すること無く、自らの好きなように生きてきた一方、オークなど一部の種族を見下している。
レイニ・クウィート
声 - 佐倉もも花
Chapter9にて登場した魔族。
黄泉秋津
声 - 木多野あり
魔界の忍び・魎魔忍の少女。相棒であるゴーレムのグランと行動を共にしている。
カオスオーダー
錬金術師が生み出した暗黒物質で、混沌を追い求めている。一方で、失敗作と言われると落ち込む。
魅龍
声 - 夏川菜々美
トミハラの支配者である魔女。
連翹あざみ
魅龍の部下である対魔忍。
髪型はイングリッドの没デザインを元にしているほか、対魔忍スーツは朧のものをモチーフとしていると同時に、黒百合と対にするためサイドを露出させたデザインとなっている。また、使用しているクナイのデザインは、美鳳の縄標と似ている。
なお、口元を襟巻き隠しているが、任務上問題が無いと判断した場合は襟巻きを外している。
ニルニア
声 - 朝香ナツ
Chapter3にて登場。永い眠りの末にアンデッドへと転じた古代の戦士。アンデッド化した際に痛覚を喪失した一方、性的な感覚は残っている。
森乃 由子（もりの ゆうこ）
声 - 草柳順子
東坂北野学園の教諭。その正体は「大洋の魔女」の異名を持つ魔女。
双葉・リリー・ラムセス
声 - 青葉りんご
東坂北野学園の2年生で、由子の弟子でもある。複数のシナリオに登場しているが、いずれも別の次元から来た別人である。
カテジナ
声 - 鶴屋春人
かかわった男が次々と死んでいく性質を持つ魔女。
ロスヴァイセ
声 - 烏丸そら
高位の鬼族・鬼神乙女＜ワルキューレ＞の一人で、献身的な性格をしている。
女性しか存在しない鬼神乙女は、自分より強い男としか結婚できず、子を成すことも出来ない。種族共通の特徴として、全身スーツを着たような姿をしているが、実際はこの姿が全裸であり、性器は任意に応じて露出する仕組みとなっている。
同族にブリュンヒルド（声 - 中野志乃）がいる。
メルシー
声 - 中家志穂
ケットシーの娼婦。元々は飼い猫であり、メルシーという名前も飼い主の今際の言葉からとられた。相手を発情させる能力を持つ。
黄龍
声 - 榎津まお
中華連合系の麻薬組織・12天使のリーダー。

## 関連作品

### 漫画
別冊コミックアンリアル LiLiTHコレクション 対魔忍アサギ 決戦アリーナ編
表紙ZOL・エレクトさわるによる『決戦アリーナ』のコミカライズ版で、アサギとゆきかぜの2名と当該ゲームオリジナルの8名を作家別で描いた計10話を収録したアンソロジーコミック。その中の「米連クレシア―淫辱のブレインコネクト―」と「ふたなり魔族リリーナの受難」はデザイナー本人である飛燕とオオハシタカユキによる作。原作ゲームとのコラボでは、作画あまぎみちひとによる「対魔忍 文月〜呪われし血族〜」からヒロイン・文月のカードが入手できるシリアルナンバーが付属された。
- 『別冊コミックアンリアル LiLiTHコレクション 対魔忍アサギ 決戦アリーナ編[8]』アンリアルコミックス、2015年2月27日発売、ISBN 978-4-7992-0703-1

### ミニゲーム
対魔忍コレクション：アサギ 決戦アリーナ
2020年7月9日にインフィニブレインからSteamにて配信されたコンピュータゲームである。同作は『決戦アリーナ』に登場したカードを用いた神経衰弱である一方、外部サイトで公開されているパッチを当てることにより、カードのCGを楽しめる内容となっている。AUTOMATONのMinoru Umiseはシリーズ第一作『対魔忍アサギ』がSteamで配信できなかったことを踏まえ、「旧作[『対魔忍アサギ』]に付随する「学園要素」が、18歳未満のキャラの性表現を禁ずるSteamのポリシーと取り合いがついていないのかもしれない。そう考えれば、キャラ設定が掘り下げられていないという点も、『対魔忍コレクション：アサギ 決戦アリーナ』の認可が降りた理由とも考えられそうだ。」と推測している。

## 評価
TGSmartのゴブリンXは、『決戦アリーナ』について、イメージ通りヒロイン達とのHを満喫できたと評価している。
また、ゴブリンXはゲーム面についても評価しており、巧みな成長曲線によってやりがいのあるゲームプレイを実現できたのではないかと推測すると同時に、原作キャラクターのカードが手に入ったこともモチベーションにつながったと振り返っている。